# مدرسة الإمارات الدولية
مدرسة الإمارات الدولية هو نظام مدارس دولية خاصة في دولة الإمارات العربية المتحدة تتكون من مدرستين، مدرسة الإمارات الدولية - جميرا، ومدرسة الإمارات الدولية - ميدوز، تديرهما مجموعة الحبتور.

## ميدوز
مدرسة الإمارات الدولية - ميدوز هي مدرسة خاصة تقع في منطقة السهول في تلال الإمارات، بدبي. بالقرب من مرسى دبي والبحيرات، تم إنشاء المدرسة في 10 سبتمبر 2005.
أشارت هيئة المعرفة والتنمية البشرية إلى أن عدد الطلاب الملتحقين خلال مسوم 2013/2014 بلغ 1606 طالبا وطالبة، يُمثّلون 80 جنسية. تتراوح أعمارهم بين 3 و 19 عامًا. ويبلغ إجمالي عدد المعلمين: 152.
مدرسة الإمارات الدولية - ميدوز تتبع البكالوريا الدولية (IB). منهجًا يقدم برنامج السنوات الابتدائية (PYP)؛  وبرنامج السنوات المتوسطة؛  والشهادة العامة الدولية للتعليم الثانوي (IGCSE)؛  وبرنامج دبلوم البكالوريا الدولية،  فيما بعد المرحلة السادسة عشر.
تشمل الأنشطة المجتمعية دعمًا لمعرض دبي باستضافة معرض إكسبو 2020.

## جميرا
تقع هذه المدرسة في أم سقيم، على طول شارع الشيخ زايد. افتتحت عام 1991.
تقدم مدرسة الإمارات الدولية - جميرا منهاج البكالوريا الدولية للطلاب في رياض الأطفال، من الصف الأول حتى الثالث عشر، الذين تتراوح أعمارهم بين 4-18سنة. كان إجمالي عدد الطلاب المسجلين خلال موسم 2013/2014: 1989. إجمالي عدد المعلمين المتفرغين: 197. تتبع المدرسة المنهج الوطني  لإنجلترا، ومنهج البكالوريا الدولية (IB)  في مراحل مختلفة. الأطفال في رياض الأطفال والطلاب من 1 إلى 6  سنوات يتابعون برنامج السنوات الابتدائية (PYP)؛ والطلاب في الصفوف من 7 إلى 9 يتابعون برنامج السنوات المتوسطة في البكالوريا الدولية.
إلى جانب مدرسة الإمارات الدولية ميدوز، تعتبر مدرسة الإمارات الدولية جميرا إحدى المدرستين المملوكتين للقطاع الخاص، تحت اسم مجموعة الحبتور.

## خريجون معروفون
- دينا الشهابي: مثلة سعودية-أمريكية من أصول فلسطينية، تعيش وتعمل في الولايات المتحدة.

## روابط خارجية
- مدرسة الإمارات الدولية